# Line Kloster
Line Kloster (ur. 27 lutego 1990 w Asker) – norweska lekkoatletka specjalizująca się w biegu na 400 metrów.
Siódma zawodniczka młodzieżowych mistrzostw Europy w Ostrawie (2011). W 2012 bez powodzenia startowała na mistrzostwach Europy w Helsinkach. Półfinalistka halowego czempionatu Europy (2013).
Wielokrotna mistrzyni Norwegii oraz reprezentantka kraju na drużynowym czempionacie Europy i w meczach międzypaństwowych.

## Osiągnięcia
| Rok  | Impreza                                  | Miejsce   | Konkurencja                | Lokata      | Wynik   |
| ---- | ---------------------------------------- | --------- | -------------------------- | ----------- | ------- |
| 2011 | I liga drużynowych mistrzostw Europy     | Izmir     | bieg na 400 m              | 7. miejsce  | 53,48   |
| 2011 | I liga drużynowych mistrzostw Europy     | Izmir     | sztafeta 4 × 400 m         | 5. miejsce  | 3:36,25 |
| 2011 | Młodzieżowe mistrzostwa Europy           | Ostrawa   | bieg na 400 m              | 7. miejsce  | 54,18   |
| 2012 | Mistrzostwa Europy                       | Helsinki  | sztafeta 4 × 400 m         | eliminacje  | 3:37,74 |
| 2013 | Halowe mistrzostwa Europy                | Göteborg  | bieg na 400 m              | półfinał    | 52,78   |
| 2013 | Superliga drużynowych mistrzostw Europy  | Gateshead | bieg na 400 m              | 10. miejsce | 53,33   |
| 2013 | Superliga drużynowych mistrzostw Europy  | Gateshead | sztafeta 4 × 400 m         | –           | DQ      |
| 2014 | Mistrzostwa Europy                       | Zurych    | bieg na 400 m              | eliminacje  | 54,27   |
| 2014 | Mistrzostwa Europy                       | Zurych    | sztafeta 4 × 400 m         | eliminacje  | 3:36,57 |
| 2015 | Halowe mistrzostwa Europy                | Praga     | bieg na 400 m              | eliminacje  | 54,21   |
| 2016 | Mistrzostwa Europy                       | Amsterdam | sztafeta 4 × 400 m         | eliminacje  | 3:31,73 |
| 2017 | I liga drużynowych mistrzostw Europy     | Vaasa     | bieg na 400 m              | 6. miejsce  | 54,11   |
| 2017 | I liga drużynowych mistrzostw Europy     | Vaasa     | sztafeta 4 × 400 m         | –           | DQ      |
| 2018 | Mistrzostwa Europy                       | Berlin    | bieg na 400 m przez płotki | półfinał    | 55,78   |
| 2019 | I liga drużynowych mistrzostw Europy     | Sandnes   | sztafeta 4 × 400 m         | 1. miejsce  | 3:33,69 |
| 2021 | Igrzyska olimpijskie                     | Tokio     | bieg na 400 m przez płotki | eliminacje  | 56,45   |
| 2022 | Mistrzostwa Europy                       | Monachium | bieg na 400 m przez płotki | półfinał    | 55,63   |
| 2022 | Mistrzostwa Europy                       | Monachium | sztafeta 4 × 400 m         | eliminacje  | 3:31,36 |
| 2023 | Mistrzostwa świata                       | Budapeszt | bieg na 400 m przez płotki | półfinał    | 55,43   |
| 2024 | Mistrzostwa Europy                       | Rzym      | bieg na 400 m przez płotki | 6. miejsce  | 55,29   |
| 2024 | Igrzyska olimpijskie                     | Paryż     | bieg na 400 m przez płotki | repasaże    | 56,73   |
| 2025 | II dywizja drużynowych mistrzostw Europy | Maribor   | bieg na 200 m              | 3. miejsce  | 23,17   |
| 2025 | II dywizja drużynowych mistrzostw Europy | Maribor   | bieg na 100 m przez płotki | 14. miejsce | 13,51   |
| 2025 | II dywizja drużynowych mistrzostw Europy | Maribor   | sztafeta 4 × 100 m         | –           | DQ      |

## Rekordy życiowe
- bieg na 200 metrów – 23,03 (2022) rekord Norwegii
- bieg na 400 metrów (stadion) – 51,93 (2022)
- bieg na 400 metrów (hala) – 52,78 (2013) były rekord Norwegii
- bieg na 400 metrów przez płotki – 53,91 (2022) rekord Norwegii